# Jeff Smith (motociclista)
|  | Per a altres significats, vegeu «Jeff Smith». |

Jeffrey Vincent Smith MBE, més conegut com a Jeff Smith   (Colne, 13 de febrer de 1934), és un històric pilot de motociclisme anglès que va ser un dels corredors de motocròs i trial més famosos durant les dècades del 1950 i 1960. Entre els seus nombrosos èxits hi destaquen 2 Campionats del Món de motocròs de 500cc (1964 i 1965), 8 victòries al Motocross des Nations amb la selecció britànica, 9 Campionats britànics de motocròs (1955 a 1967) i 2 de trial (1953 i 1954), una victòria als Sis Dies d'Escòcia de trial (1955) i 8 medalles d'or als Sis Dies Internacionals d'Enduro.
El 1970 li fou atorgada la medalla de l'Orde de l'Imperi Britànic (MBE, Member of the Order of the British Empire) pels seus serveis en el terreny esportiu.

## Resum biogràfic
Jeff Smith començà a pilotar motocicletes de ben menut. A només 9 anys son pare, afeccionat al trial, li regalà una vella Triumph de dos temps. Com recorda Jeff en una entrevista, «Això coincidí amb els dos darrers anys de la Segona Guerra Mundial i la benzina estava racionada. De tant en tant mon pare me'n donava una mica i jo podia conduir pel camp, darrere de casa. Recordo tornar de l'escola i pilotar des de les quatre fins al capvespre».
Acabada la guerra el seu pare li comprà una BSA Bantam 125cc de dos temps, amb la qual Jeff va començar a disputar trials locals. Aviat va començar a pilotar la Norton de trial del seu pare, amb tants bons resultats que la fàbrica el fitxà com a pilot oficial el 1952. El 1953 fitxà per BSA, fent-hi de pilot oficial i de treballador a la fàbrica. Amb aquesta marca guanyà el Campionat britànic de trial les temporades de 1953 i 1954. Aviat va començar a alternar el trial amb el motocròs, disputant-ne algunes curses locals, fins que BSA li proposà de disputar el GP dels Països Baixos de motocròs com a membre de l'equip de fàbrica. Smith guanyà la cursa contra pronòstic, i al cap de poc va guanyar també el prestigiós Experts Grand National a Anglaterra.
Ja el 1955 va guanyar el Gran Premi de Gran Bretanya, començant així una fulgurant carrera internacional en aquest esport que durà fins a finals dels anys 60, coincidint amb el que sovint s'ha anomenat l'època daurada del motocròs. En aquells temps les curses eren esdeveniments multitudinaris, congregant gentades com ara els 100.000 espectadors aplegats al GP de Rússia de 1962, a Sant Petersburg, o els 90.000 assistents al GP de Txecoslovàquia de 1963, a Praga.

### Els dos campionats del món

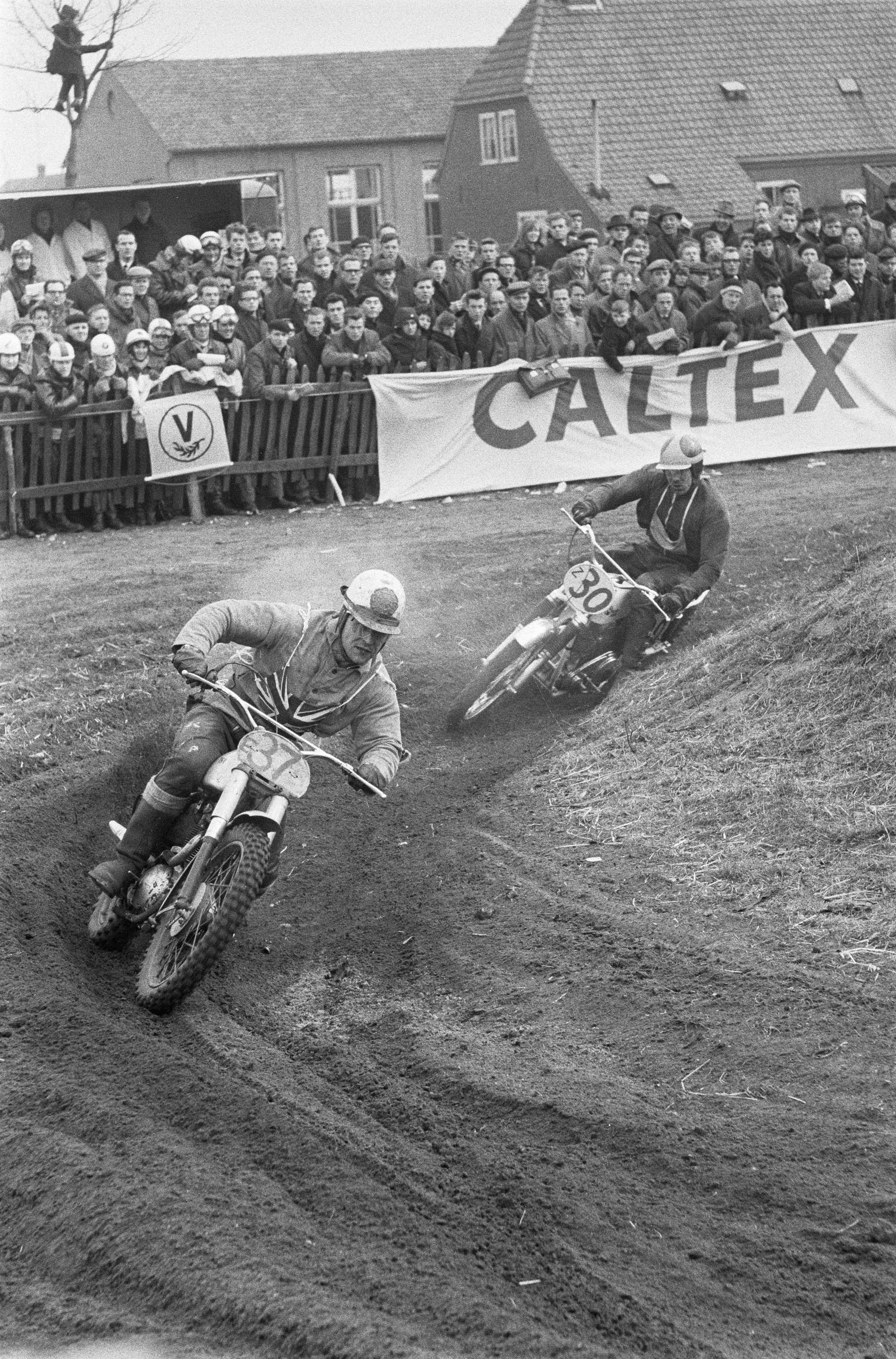
Davant de Rolf Tibblin al Motorcross der Azen de 1964

La temporada de 1964 Smith, conduint la BSA B40 (un model que va passar dels 350cc inicials als 420cc), va guanyar sis Grans Premis d'un total de tretze, sense acabar-ne cap per sota de la tercera plaça. El títol, però, es va decidir al darrer GP atesa la forta resistència oposada per l'anterior campió, el suec Rolf Tibblin.
El 1965 el domini de Smith fou tan aclaparador que aconseguí matemàticament el títol a mitjan temporada. De fet, aquell campionat va ser el cant del cigne de les motocicletes de quatre temps, ja que a partir de 1966 la marca txeca ČZ encetava, pilotada per l'alemany de l'est Paul Friedrichs, una ratxa de tres títols consecutius amb motors de dos temps.
El 1966, per més que BSA s'hi aboqués amb un gran equip d'enginyers, la moto no va acabar de rutllar. A més, al juliol, Smith es veié involucrat en un tràgic accident en què matà el seu company d'equip, Jerry Scott, i el deixà a ell amb fractura de canell i clavícula, a banda de les lògiques seqüeles emocionals. Aquell any, gràcies als punts aconseguits abans de l'accident, va acabar la temporada en tercer lloc final. Jeff Smith mai no va tornar a guanyar el títol mundial malgrat seguir intentant-ho alguns anys i aconseguir encara el subcampionat el 1967.

### Retirada
El 1970, al final de la seva carrera esportiva, Smith encara va tenir temps de guanyar les dues primeres curses del nou torneig Trans-AMA, acabat de crear. Aquell mateix any li fou atorgat el títol honorífic de Membre de l'Imperi Britànic (MBE).
Un cop retirat de la competició, Smith es va establir als EUA i va ajudar a desenvolupar els models de motocròs del fabricant canadenc Can-Am, provant les motos pels voltants de Las Vegas. El nou model era tan competitiu que el 1974 va ocupar les tres primeres places finals del Campionat dels EUA de motocròs de 250cc.
El 1990, Smith va esdevenir director executiu de l'AHRMA, American Historic Racing Motorcycle Association ("Associació Americana de Curses de Motocicletes Històriques"), ocupant aquest càrrec durant un període de ràpid creixement de l'entitat, que va passar de 800 membres a més de 5.000. Finalment va deixar el càrrec l'any 1999, tot i que seguí formant part del consell d'administració de l'entitat. Ocupà també càrrecs directius dins de l'AMA durant anys.
Smith va seguir competint als EUA fins a edat ben avançada en curses de motocròs per a motos històriques, anomenades vintage, i en va guanyar diversos campionats a bord de màquines dels anys 1960, sobretot la seva mítica BSA. El seu fill i la seva filla també han estat campions de motocròs vintage. Cap a l'any 2000 Jeff Smith vivia amb la seva dona Irene (germana d'un altre famós pilot britànic, John Draper) a Wausau, Wisconsin.

## Palmarès

### Motocròs

#### Palmarès internacional
| Any          | Motocicleta  | Campionat del Món | Campionat del Món | Per equips | Per equips |
| Any          | Motocicleta  | 500cc             | 250cc             | MXDN       | Trophée    |
| ------------ | ------------ | ----------------- | ----------------- | ---------- | ---------- |
| 1954         | BSA          | 4t                | -                 |            |            |
| 1955         | BSA          | 7è                | -                 |            |            |
| 1956         | BSA          | 11è               | -                 | 1r         |            |
| 1957         | BSA          | 4t                | -                 | 1r         |            |
| 1958         | BSA          | 6è                | -                 |            |            |
| 1959         | BSA          | 6è                | 13è               | 1r         |            |
| 1960         | BSA          | -                 | 2n                | 1r         |            |
| 1961         | BSA          | -                 | 3r                | 2n         | 1r         |
| 1962         | BSA          | -                 | 2n                | 2n         | 1r         |
| 1963         | BSA          | 3r                | -                 | 1r         |            |
| 1964         | BSA          | 1r                | -                 | 1r         |            |
| 1965         | BSA          | 1r                | -                 | 1r         |            |
| 1966         | BSA          | 3r                | -                 |            |            |
| 1967         | BSA          | 2n                | -                 | 1r         |            |
| 1968         | BSA          | 8è                | -                 |            |            |
| Total títols | Total títols | 2                 | 0                 | 8          | 2          |

Notes
1. ↑  La classificació consignada a MXDN i Trophée fa referència a la posició final obtinguda per l'equip estatal
2. ↑  Fins al 1957 inclòs no existia el Campionat del Món de 500 cc, ans el Campionat d'Europa
3. ↑  Fins al 1961 inclòs no existia el Campionat del Món de 250 cc, ans el Campionat d'Europa (conegut també com a Coup d'Europe)

#### Resultats al Campionat britànic

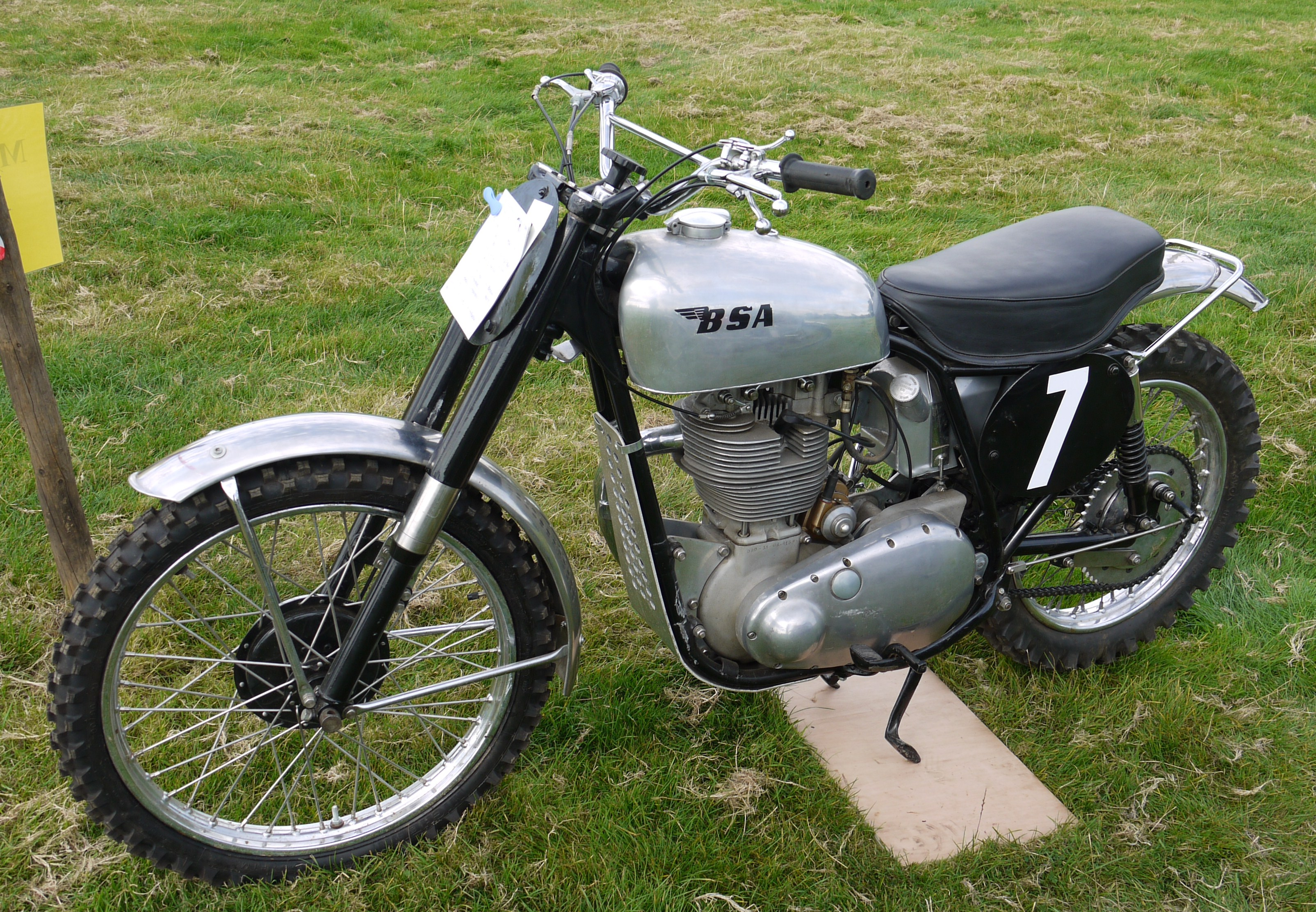
Una BSA de motocròs de mitjan anys 60, semblant a les que pilotà Smith durant anys

Font:
| Any          | Motocicleta  | 500cc | 250cc |
| ------------ | ------------ | ----- | ----- |
| 1955         | BSA          | 1r    | -     |
| 1956         | BSA          | 1r    | -     |
| 1958         | BSA          | 3r    | -     |
| 1959         | BSA          | 7è    | -     |
| 1960         | BSA          | 1r    | 7è    |
| 1961         | BSA          | 1r    | -     |
| 1962         | BSA          | 1r    | 5è    |
| 1963         | BSA          | 1r    | -     |
| 1964         | BSA          | 1r    | -     |
| 1965         | BSA          | 1r    | -     |
| 1966         | BSA          | 3r    | -     |
| 1967         | BSA          | 1r    | -     |
| 1968         | BSA          | 5è    | -     |
| 1969         | BSA          | -     | 9è    |
| 1970         | BSA          | -     | 3r    |
| Total títols | Total títols | 9     | 0     |

1. ↑  Fins al 1959 inclòs no existia el Campionat britànic de 250 cc.

### Trial
- 2 Campionats britànics de trial (1953 - 1954)
- 1 victòria als Sis Dies d'Escòcia de trial (1955)
- 2 victòries al Scott Trial (1954, 1959)
- 3 victòries al British Experts Trial (1955 - 1956, 1963)
- 4 victòries al Bemrose Trophy Trial (1953 - 1954, 1956, 1960)

#### Resultats al Campionat britànic
Font:
| Any          | Motocicleta  | Posició |
| ------------ | ------------ | ------- |
| 1951         | BSA          | 10è     |
| 1952         | BSA          | 11è     |
| 1953         | BSA          | 1r      |
| 1954         | BSA          | 1r      |
| 1955         | BSA          | 2n      |
| 1956         | BSA          | 4t      |
| 1957         | BSA          | ?       |
| 1958         | BSA          | 6è      |
| 1959         | BSA          | 5è      |
| 1960         | BSA          | 5è      |
| 1961         | BSA          | 6è      |
| 1962         | BSA          | 6è      |
| 1963         | BSA          | 13è     |
| Total títols | Total títols | 2       |

### Enduro
- 11 participacions en els Sis Dies Internacionals d'Enduro, guanyant-hi 8 medalles d'or.